# HTC Artemis
HTC Artemis — смартфон фирмы HTC под управлением Windows Mobile. Также модель известна под названием HTC P3300.
Модель была выпущена осенью 2006 года. В своё время эта модель была довольно современной, благодаря установке на смартфон GPS-приёмника и FM-радио. Для фирмы модель была успешной — она целый год являлась самым продаваемым устройством на рынке.

## Внешний вид и органы управления
Смартфон собран в пластиковом корпусе серого цвета с металлическими вставками по бокам. На передней панели находится речевой динамик, два индикаторных светодиода, дисплей, RollR, кнопки звонка и отбоя, функциональные клавиши, на задней — объектив фотокамеры, зеркальце для селфи, разъём для подключения внешней антенны GPS. На верхней грани находится музыкальный динамик, на нижней — разъём HTC ExtUSB, отверстие для крепления ремешка, микрофон, гнездо для стилуса, на левой — ползунок регулировки звука, кнопки голосового управления и Soft Reset, на правой — кнопки питания и фотографирования.

## Технические решения
- Привычный джойстик заменён на джог-болл (так же названный производителем), миниатюрный вариант трекбола.
- Смартфон оборудован GPS-приёмником — в то время это было новинкой, сейчас же присутствует почти во всех моделях смартфонов.
- Снабжён FM-приёмником.
- Установлена улучшенная камера с разрешением 2 мегапикселя.

## Аккумуляторная батарея и время работы
Телефон оснащён литий-полимерной аккумуляторной батареей ёмкостью 1200 мА·ч. Производителем заявлено следующее время работы:
- в режиме звонка — до 5 ч;
- в режиме ожидания — до 8 дн.

## Программное обеспечение
В коммуникаторе была предустановлено картографическое программное обеспечение TomTom с возможностью бесплатной загрузки одной карты, а часть коммуникаторов комплектовалась DVD с картами.

## Отзывы в прессе
Коммуникатор получил в целом положительные отзывы. Среди достоинств назывались дизайн корпуса, отличный от предыдущих устройств HTC, качество сборки, небольшие размеры и вес, элемент управления RollR, одновременное наличие GSM, Bluetooth, Wi-Fi, GPS, экран, время автономной работы; к недостаткам — отсутствие отдельного разъёма для наушников, скользкий джог-болл, неудобное расположение карты памяти без возможности «горячей» замены, низкая производительность.